# Niki Jacobs
Niki Jacobs (1978) is een Nederlandse zangeres en gitariste die gespecialiseerd is in Jiddische liederen en volksmuziek. Ze studeerde bij Zalmen Mlotek (1951) in New York en Adrienne Cooper (1946-2011) in Londen. In 1999 vormde ze met Jelle van Tongeren het ensemble Nikitov om Jiddische liederen te combineren met Gypsy Jazz en Oost-Europese volksmuziek. Ze trad op in de Verenigde Staten, in Nederland (onder meer in het Concertgebouw) en in andere Europese landen. 
In 2007 begon ze met het schrijven van eigen werk in Nederlands, Jiddisch en Engels en stopte ze met Gypsyjazz. Ze geeft les in ademsteun en stemvorming. 
In 2019 ging ze op tournee in Nederland met haar voorstelling Van Cohen tot Winehouse, een ode aan Joodse popiconen als Leonard Cohen, Bob Dylan, Paul Simon, Billy Joel en Amy Winehouse.

## The Ballad of Mauthausen
In 2021 verscheen haar album The Ballad of Mauthausen. Centraal op dit album staan de vier liederen van de "Mauthausen-cyclus" van de Griekse componist Mikis Theodorakis. Die liederen werden eerder, in 1967, door Liesbeth List gezongen in een Nederlandse vertaling op haar album Liesbeth List zingt Theodorakis. Niki Jacobs zingt de vier liederen voor het eerst in het Jiddisch:
- Antonis
- Der Antlofener
- Wen di milchome iz farbai
- Sjir-hasjirim

De Mauthausen-liederen worden voorafgegaan door The Introduction:
- Di Mispoche (compositie en arrangement: Ro Krauss)
- Makh tsu di eygelekh (muziek van Dovid Beyglman, tekst: Isaiah Shpigl; arrangement: Peter van Os)
- Huljet, huljet (muziek: Mikhl Gelbart, tekst: Avrom Reisen; arrangement: Emile Visser)

Na de Mauthausen-liederen volgen vijf liederen, getiteld The Harvest:
- Reprise (gebaseerd op een melodie van Mayn Rue Platz)
- Bublitschki (muziek: Uli Hooves, tekst: Yakov Yadov; arrangement: Niki Jacobs & Band)
- Blondzjendiker fremder (traditional, jiddische bewerking: Justus van der Kamp; arrangement: Niki Jacobs & Band)
- Sjlachtbrider (muziek en tekst: Mark Knopfler; jiddische tekst: Justus van der Kamp; arrangement: Emile Visser)
- Lib Mikh Tsartlekh (muziek: Elvis Presley, tekst: Vera Matson; jiddische bewerking: Justus van der Kamp; arrangement: Emile Visser)

## Discografie
onder meer:
- Witness met Jason Sypher, Engelstalige en Jiddische nummers
- 2004: Amulet, Chamsa Records
- 2011: Anno 1999, Nikitov Productions
- 2017: Treyst
- 2021: The Ballad of Mauthausen